# 龔書鐸
龚书铎（1929年3月—2011年11月9日），男，福建泉州人，中國历史学家、教育家，曾任国务院学位委员会历史学科评议组召集人，中国史学会副会长，北京市历史学会会长，北京师范大学历史学院教授、博士生导师。
龚书铎学养深厚，治学严谨，学术成果丰硕，尤其在中国近代史、近代文化史研究领域，建树卓著。著有《龔書鐸自選集》、《社會變革與文化趨向》、《中國近代史》等作品。

## 生平
龚书铎1929年3月生于福建省泉州市。1947年9月考入台湾师范学院史地系，1950年2月转入北京师范大学历史系，1952年7月毕业留校任教。
2011年11月9日23时41分在北京逝世，享年83岁。

## 著作
- 《中国近代文化探索》（ 增订本 ） ，北京师范大学出版社，1997年。
- 《社会变革与文化趋向—中国近代文化研究》，北京师范大学出版社，2005年。
- 《龚书铎自选集》，学习出版社，2005年。
- 《中国近代文化概论》（主编），中华书局，1997年。
- 《清代理学史》（主编），广东教育出版社，2007年。